# Чонџу
Чонџу (кореј. 전주시, енгл. Jeonju), град у југозападном делу Јужне Кореје. То је 16. највећи град у Јужној Кореји и престоница провинције Северна Чола.
Име града дословно значи Савршена област. Чонџу је важан туристички центар чувен по корејској храни, историјским грађевинама и спортским манифестацијама.